# Semana Santa en Alicante
La Semana Santa en Alicante es la celebración de la pasión, muerte y resurrección de Jesucristo a través de las procesiones que realizan las diferentes cofradías a la concatedral de San Nicolás de Bari de la ciudad de Alicante durante el periodo comprendido entre el Domingo de Ramos y el Domingo de Resurrección. 
A lo largo de esos días realizan un recorrido por las calles 28 procesiones que forman un auténtico desfile lleno de arte, música, flores y emoción, donde la religión se vuelve protagonista. Esta celebración fue declarada Fiesta de Interés Turístico de la Comunidad Valenciana en 2009 y Fiestas de Interés Turístico Nacional en 2022.

## Celebración

### Domingo de Ramos
Las procesiones comienzan el Domingo de Ramos por la mañana con "la burrita" que recorre las principales calles del centro de la ciudad, a esta procesión le acompañan miles de alicantinos con sus palmas. Ese mismo día hacen su estación de penitencia siete cofradías más. Durante la mañana:
- Hermandad de la Sagrada Entrada de Jesús Triunfante en Jerusalem: fundada en 1942 por el médico Pedro Herrero, tiene su sede canónica en el Hogar Provincial. Su paso representa la entrada triunfal de Jesucristo en Jerusalén, obra de 1945 del escultor murciano José Seiquer Zanón, es acompañada por los fieles que portan palmas y es conocido como "La Burrita".[5][6]

- Real Hermandad Sacramental de Jesús en Samaria, Santa Oración en el Huerto y Santísima Virgen de la Paz: fundada en 1954, su sede es la Basílica de Santa María. Procesiona los pasos de Jesús en Samaria (Cristo anónimo del siglo XVIII y Samaritana de los Hermanos Blanco de 1953) la Santa Oración en el Huerto (Jesús, Ángel confortador, San Pedro, Santiago y San Juan del escultor sevillano Antonio Castillo Lastrucci) y la Santísima Virgen de la Paz obra de Juan Ferrándiz Guitaví del año 1861.[7]

- Real Hermandad Sacramental del Santísimo Cristo de las Penas y Santa Mujer Verónica: fundada en 1947, sus dos pasos son el Santísimo Cristo de las Penas (Cristo, Verónica, sayón y soldado romano realizadas entre 1948 y 1951 por Castillo Lastrucci) y Santa Mujer Verónica también de Lastrucci de 1946, destacando el manto de la Verónica, que tiene bordados los 148 escudos de los municipios de la provincia.[8]

- Hermandad de Nuestro Padre Jesús de la Caridad ante la Negación de San Pedro y Nuestra Señora de la Estrella: fundada como hermandad en 2018, su sede es la iglesia de San Pablo en el barrio alicantino de Altozano. El 8 de febrero de 2021, el Obispo de la Diócesis ordena la disolución de la hermandad.[9]

Durante la tarde:
- Real Cofradía del Santísimo Cristo del Hallazgo y la Virgen Dolorosa: fundada en 1992 en el histórico barrio alicantino de Villafranqueza (El Palamó), su paso representa a Cristo expirando, siendo una talla de finales del siglo XVI,[10] procedente del convento de las Capuchinas; además, procesiona el paso de la Virgen de los Dolores, talla anónima de 1803. Pasos religiosos de la Real Cofradía del Santísimo Cristo del Hallazgo y la Virgen Dolorosa, que procesionan con las marchas de procesión oficiales de la cofradía con títulos "Santo Cristo del Hallazgo" y "Virgen Dolorosa" del catedrático y compositor Miguel Brotóns.[11][12][13][14]

- Penitencial Hermandad de Jesús atado a la Columna en su Santa Flagelación: fundada en 1885, tiene su sede canónica en la iglesia de San Blas, desde la que realiza su estación de penitencia con los pasos de la Santa Flagelación (Santísimo Cristo de la Fe en su Santa Flagelación de 2013 y sayón de 2014 ambas de Manuel Martín Nieto), Jesús en el encuentro con su madre siendo el Santísimo Cristo de la Salud obra de Martín Nieto de 2015 y Nuestra Señora del Rosario de Antonio García Mengual de 1998 y por último Nuestra Señora de la Corona de Espinas obra de Inocencio Cuesta de 1945.[15]

- Cofradía de San Pedro Apóstol: fundada en 1997, está integrada por niños y jóvenes, siendo su único paso la imagen del apóstol San Pedro obra de José Antonio Hernández Navarro de 1997.[16]
- Real, Muy Ilustre, Santa y Sacramental Hermandad de la Misericordia, Nuestro Padre Jesús del Gran Poder y Nuestra Señora de la Esperanza Coronada: fundada en 1860 como Cofradía de la Virgen Dolorosa siendo nombrado primer Hermano Mayor D. Víctor Cristóbal Salvettti. En 1873 se editan sus primeras reglas aprobadas por el Obispo de la Diócesis Pedro María de Cubero y López de Padilla. Tras la guerra civil y después de perder todo su patrimonio tras el incendio del Convento de San Francisco, en el año 1942 la Junta de Gobierno encabezada por D. Alfredo Salvetti, encarga al imaginero sevillano Antonio Castillo Lastrucci, los actuales titulares a Jesús del Gran Poder, y a Nuestra Señora de la Esperanza. En el año 2010 celebró el 150 aniversario fundacional y el 15 de octubre de 2011 fue coronada canónicamente la imagen de la Virgen de la Esperanza, siendo la primera Virgen dolorosa en coronarse canónicamente en la ciudad de Alicante.[17]

### Lunes Santo
El Lunes Santo cuatro cofradías hacen su estación de penitencia. Destaca la salida del Cristo de la Humildad y Paciencia, el descenso del Despojado por las calles de San Roque y el Morenet que parte desde el barrio marinero del Raval Roig.
- Hermandad del Prendimiento y Nuestra Señora del Consuelo: constituida en 1996, desfila con los pasos del Lavatorio (Año 2000), el Prendimiento (realizado entre 1996 y 1997)y Nuestra Señora del Consuelo (1996) todas ellas de Antonio García Mengual.[18]

- Hermandad Agustina de Nuestro Padre Jesús Despojado de sus Vestiduras: fundada en 1998 en el colegio de San Agustín, inicia su estación de penitencia desde la ermita de San Roque, con los pasos de la Santa Cruz de los Niños de Orfebrería Torralba de Calatrava de 2016, Jesús Despojado (Jesús y dos sayones obra de Ramón Cuenca Santo en 2004) y Nuestra Señora del Amor y del Buen Consejo de Ramón Cuenca de 2004.[19]

- Hermandad Penitencial del Santísimo Cristo de la Humildad y Paciencia, Nuestra Señora de las Lágrimas y San Francisco de Asís: fundada en 1996, en la actualidad procesiona con los pasos del Cristo de la Humildad y Paciencia, obra de José Antonio Hernández Navarro de 1996, y Nuestra Señora de las Lágrimas, también de Hernández Navarro realizada en 2004.[19]

- Cofradía Cristo "El Morenet" de los Hombres del Mar: fundada en 1996, está establecida en el barrio del Raval Roig, el barrio pesquero de la ciudad. Su único paso es un Crucificado anónimo del siglo XVI-XVII, que es conocido como El Morenet (el morenito) por su tez morena.[5][20]

### Martes Santo
El Martes Santo desfila el Cristo del Mar y Nuestra Señora de los Dolores con San Juan de la Palma, cuyo paso de palio es el segundo más alto de España y en él destacan los bordados del manto y del palio. También ese día destaca la Cofradía del Ecce Homo y Nuestra Señora de la Amargura por su estilo sevillano. Cabe destacar que el paso de misterio fue el primero en salir portado a costal en la ciudad de Alicante. Además, realizan estación de penitencia el Martes Santo las hermandades de Stabat Mater y Nuestro Padre Jesús.
- Real y Muy Ilustre Hermandad Sacramental del Santísimo Cristo del Mar, Nuestra Señora de los Dolores Coronada y San Juan de la Palma: fundada en 1917, perdió una Dolorosa, obra de Francisco Salzillo en un incendio. Reorganizada en 1940, tanto el Cristo del Mar como San Juan de la Palma son obra de Antonio Castillo Lastrucci del año 1942, y tiene capilla en la iglesia de Santa María. La Virgen que es acompañada por San Juan bajo palio es una imagen napolitana datada entre los siglos XVI y XVII, y fue recuperada por Castillo Lastrucci.[5][21]

- Muy Ilustre, Penitencial y Franciscana Cofradía del Santísimo Ecce-Homo y Nuestra Señora de la Amargura: fundada en 1946. Todas sus imágenes fueron realizadas por el escultor sevillano Antonio Castillo Lastrucci. Procesiona el Ecce Homo (Cristo, Pilatos y sayón de 1959 y soldado romano de 1960), conocido popularmente como el Cristo de la Canyeta, y Nuestra Señora de la Amargura de 1960.[22]

- Hermandad de Nuestro Padre Jesús: fundada en 1941, la imagen titular es un anónimo de la Escuela Valenciana del año 1942. Le acompaña desde 2008 la Santísima Virgen de las Penas, obra de Víctor García Villalgordo en 2010.[23]

- Hermandad Penitencial Stabat Mater: fundada en 1992, procesiona un conjunto de cinco imágenes (Cristo, Virgen, San Juan, María Magdalena y soldado) que representa el pasaje bíblico de la Buena Madre al Pie de la Cruz, junto a su hijo sediento y que fueron realizadas por el escultor alicantino Remigio Soler en 1992. En la Semana Santa de 2022 se incorporará, tras dos años de espera debido a la pandemia, el paso de Nuestra Buena Madre Dolorosa y del Santo Sudario obra de Ramón Cuenca Santo y tallada en 2020.[24]

### Miércoles Santo
El Miércoles Santo destaca la salida de la Hermandad de la Santa Cruz, que parte de su recorrido discurre por las calles del barrio antiguo de Alicante. También hace estación de penitencia una cofradía más, la del Cristo del Divino Amor y Virgen de la Soledad.
- Hermandad Penitencial de Santa Cruz (Alicante): constituida en 1945, realiza su estación de penitencia con cuatro tronos: el Cautivo, la Dolorosa, ambos realizados por Valentín Quinto en 1995 y 1994, respectivamente, y el Descendimiento de la Cruz, de Antonio Castillo Lastrucci, y el Cristo de la Fe, conocido como El Gitano, que fue realizado por Luis Ortega Bru.[25]

- Cofradía Sacramental del Cristo del Divino Amor y Nuestra Señora de la Soledad "La Marinera": fue reorganizada en 1940. Destaca la imagen de la Virgen de la Soledad, conocida como La Marinera, una talla de autor anónimo, considerada la más antigua de la ciudad.[26]

### Jueves Santo
El Jueves Santo es el día en el que desfilan más hermandades y cofradías: la Santa Cena portada a hombros por más de 200 personas, la Redención, que fue el primer paso de Alicante portado íntegramente por mujeres costaleras, la Virgen de la Piedad y Caridad el y Cristo de la Paz, que protagoniza junto a María Santísima del Mayor Dolor, de la cofradía de la Redención, un encuentro único. El Perdón y el Silencio parten de la Concatedral y recorren el casco antiguo a oscuras y el Silencio, que porta dos de las mejores tallas de la ciudad.
- Pontificia, Real, Ilustre y Salesiana Hermandad Sacramental de la Santa Cena: fundada en 1775, fue reorganizada en 1962. Realiza su estación de penitencia con cuatro pasos: el de la última cena, el del Santísimo Cristo de la Caída, el del Santísimo Cristo Esperanza de los Jóvenes y el de María Madre de Misericordia Auxiliadora del Pueblo Cristiano, bajo palio.[5][27]

- Muy Piadosa Hermandad y Cofradía de Nazarenos de la Santa Redención: fundada en 1959 como filial de la Hermandad del Ecce Homo, se hizo independiente de ésta en 1979. Procesiona los pasos de la Santa Cruz Redentora y la Virgen del Mayor Dolor.[28]

- Cofradía de Nuestra Señora de la Piedad y la Caridad y Cristo de la Paz: fundada en 1949, procesiona la Virgen de la Piedad y Caridad, obra moderna que sustituye a una anterior, y el Cristo de la Paz, Cristo crucificado, patrón de la Policía Nacional, quienes la portaron a hombros durante muchos años.[29]

- Hermandad Penitencial del Perdón: fundada en 1956, tiene sede en la concatedral y es una de las más austeras y recogidas de la ciudad. Participa con los pasos del Cristo del Perdón y el de María Medianera de todas las Gracias.[30]

- Hermandad del Santísimo Cristo de la Buena Muerte y Nuestra Señora de las Angustias: que participa con los pasos del Santísimo Cristo de la Buena Muerte, obra del siglo XVII y origen italiano, y Nuestra Señora de las Angustias, de Francisco Salzillo.[31][5]

### Viernes Santo
El Viernes Santo tiene lugar la procesión de la Sentencia y la del Santo Entierro, con las hermandades de Mater Desolata, Santo Sepulcro y Soledad de Santa María.
Durante la mañana:
- Cofradía de la Sentencia de Jesús: fundada en el año 2002, es la cofradía de penitencia más moderna de la ciudad. Fue erigida para recuperar la advocación de Jesús de la Sentencia. El misterio fue realizado por el escultor murciano Antonio García Mengual, y se compone de Jesús presentado al pueblo, Poncio Pilato y un centurión romano.[32]

Durante la tarde se lleva a cabo la "Procesión del Santo Entierro" en la que participan:
- Hermandad Penitencial Mater Desolata y Santisimo Cristo de la Expiración y el Espíritu Santo : fundada en 1948 como Hermandad de Nuestro Padre Jesús de la Sentencia, modificando su nombre y paso el 9 de noviembre de ese mismo año. La imagen de la Virgen es obra del imaginero alicantino Juan Giner Masegosa. Se reorganizó en 1985, y cambió su sede a la parroquia de San José, en el barrio de Carolinas. El 26 de mayo de 2018, se bendice la imagen del Santísimo Cristo de la Expiración y el Espíritu Santo, obra del imaginero sevillano José María Leal Bernaldez.[33]

- Hermandad del Santo Sepulcro: fundada en 1942, la imagen de Cristo yacente es de José María Ponsoda. El ayuntamiento es patrono de la imagen, por lo que la procesión tiene carácter oficial.[34]

- Cofradía de Nuestra Señora de la Soledad de Santa María: fundada en 1819 y reorganizada en 1988.[35]

### Domingo de Resurrección
El Domingo de Resurrección tiene lugar el encuentro entre el Resucitado y la Virgen de la Alegría en la plaza del Ayuntamiento.
- Gloriosa Hermandad de Nuestra Señora de la Alegría: fundada en 1996, recuperó la antigua tradición de las Aleluyas que se lanzan desde los balcones de la plaza. Está vinculada estrechamente con las comisiones de las Hogueras de Alicante.[36]

- Procesión del Santísimo Cristo Resucitado. En la actualidad la responsable de la misma es la Junta Mayor de Hermandades y Cofradías de Semana Santa de Alicante. La imagen fue tallada por el alicantino Ramón Cuenca.[37]

## Vestimenta
A lo largo de las fiestas las distintas cofradías y hermandades visten sus tradicionales indumentarias en procesiones y actos. Los nazarenos llevan sus túnicas y capirotes, cuyos colores y detalles varían según la hermandad a la que pertenecen. Por su parte, las conocidas como Damas de Mantilla o “Manolas” suelen vestir de negro con la peineta y mantilla del mismo color, aunque en ocasiones cambian al blanco o beige según el acto. 

## Música
La saeta (de sagita, flecha) es un canto religioso tradicional interpretado fundamentalmente en las procesiones de Semana Santa en España, especialmente en la Comunidad Valenciana, Andalucía y algunas zonas de Extremadura, Castilla-La Mancha y Murcia. Esta, se apoya principalmente en las voces y la guitarra y sus letras están estrechamente vinculadas a la religión y a las imágenes de la Pasión. 

## Gastronomía
A lo largo del transcurso de estas fiestas se pueden disfrutar de una muy variada cantidad de platos, especialmente aquellos sin carne como los potajes o sopas. Sin embargo, lo que más destaca en estas fechas son los dulces, como los buñuelos o las “torrijas” y principalmente las monas de pascua. Estas últimas, como su nombre lo indica, son propias de estas fechas, están compuestas por una esponjosa masa brioche con tintes cítricos o de anís y suelen estar acompañadas de huevos con la cáscara pintada, aunque en los últimos años se ha extendido el uso de huevos de chocolate en su lugar. 